# Dypsis caudata
Espèce
Statut de conservation UICN

 CR B1ab(iii)+2ab(iii); D : 
En danger critique
Dypsis caudata est une espèce de palmiers (Arecaceae), endémique de Madagascar. En 2012, comme en 1995, elle est considérée par l'IUCN comme une espèce en danger critique d’extinction.

## Répartition et habitat
Cette espèce est endémique au nord-est de Madagascar, où elle est présente entre 50 et 300 m d'altitude. Elle pousse dans les forêts tropicales humides de basse altitude.